# Saint-Julien, Côte-d'Or
Saint-Julien je naselje in občina v francoskem departmaju Côte-d'Or regije Bourgogne. Leta 2012 je naselje imelo 1.466 prebivalcev.

## Geografija
Kraj leži v pokrajini Burgundiji ob reki Norges, 13 km severovzhodno od Dijona.

## Uprava
Občina Saint-Julien skupaj s sosednjimi občinami Ahuy, Asnières-lès-Dijon, Bellefond, Bligny-le-Sec, Bretigny, Brognon, Champagny, Clénay, Curtil-Saint-Seine, Daix, Darois, Étaules, Flacey, Fontaine-lès-Dijon, Hauteville-lès-Dijon, Messigny-et-Vantoux, Norges-la-Ville, Orgeux, Panges, Prenois, Ruffey-lès-Echirey, Saint-Martin-du-Mont, Saint-Seine-l'Abbaye, Saussy, Savigny-le-Sec, Trouhaut, Turcey, Val-Suzon in Villotte-Saint-Seine sestavlja kanton Fontaine-lès-Dijon; slednji se nahaja v okrožju Dijon.

## Zanimivosti
- cerkev sv. Julijana;